# 6572 Carson
6572 Carson este un asteroid din centura principală de asteroizi.

## Descriere
6572 Carson este un asteroid din centura principală de asteroizi. A fost descoperit pe 22 septembrie 1938 la Turku de Yrjö Väisälä. El prezintă o orbită caracterizată de o semiaxă mare de 2,54 ua, o excentricitate de 0,27 și o înclinație de 2,6° în raport cu ecliptica.